# Lars Leijonborg
Lars Erik Ansgar Leijonborg (Täby, 21 novembre 1949) è un politico svedese.
Leader del Partito Popolare Liberale dal 15 marzo 1997 al 7 settembre 2007, come successore di Maria Leissner, è stato ministro dell'Istruzione Superiore e della Ricerca dal 2007 al 2009.

## Biografia
Crebbe a Solna, nel nord di Stoccolma. Nel 1971 entrò a far parte del partito dei giovani liberali, organizzazione che si riconosceva nel partito liberale svedese. Nel 1974 terminò i suoi studi, nel 1980 fu nominato segretario di partito e successivamente nel 1985 venne eletto al parlamento. Nel 1995 acquisì la carica di vicepresidente del partito, finché nel 1997 fu eletto presidente con voto unanime.
La fine degli anni novanta non fu un periodo positivo per il partito liberale e per tutti gli altri partiti di centrodestra svedesi. Il partito di Leijonborg, alle elezioni parlamentari del 1998, raggiunse un modesto 4,7%, uno dei peggiori risultati che il partito liberale ebbe mai conseguito in tutto il secolo. Molti rappresentanti del partito liberali aprirono una crisi interna con l'obbiettivo di rimuovere il presidente. L'organizzazione dei giovani liberali chiese espressamente le dimissioni di Leijonbord. Nonostante la crisi, Leijonbord rimase a capo del partito, la sua tenacia venne ripagata con un buon risultato elettorale alle politiche del 2002, dove il partito liberale ottenne un 13% dei consensi.
Nel 2004 avviò delle trattative con gli altri leader dei partiti di opposizione, giungendo alla costituzione di una nuova alleanza politica denominata Alleanza per la Svezia, con il fine di vincere le politiche del 2006.
L'Alleanza per la Svezia vinse le elezioni legislative del 2006 e quindi il partito liberale divenne un partito di governo. La vittoria della coalizione non si trasformò in un aumento di consensi per il partito di Leijonborg, che con il 7,5% vide praticamente dimezzare i propri voti rispetto alle politiche di 4 anni prima.
Fra il 2006 e il 2009 fece parte del governo Reinfeldt come ministro dell'Istruzione e successivamente come ministro dell'Istruzione Superiore e della Ricerca.